# 興雲院

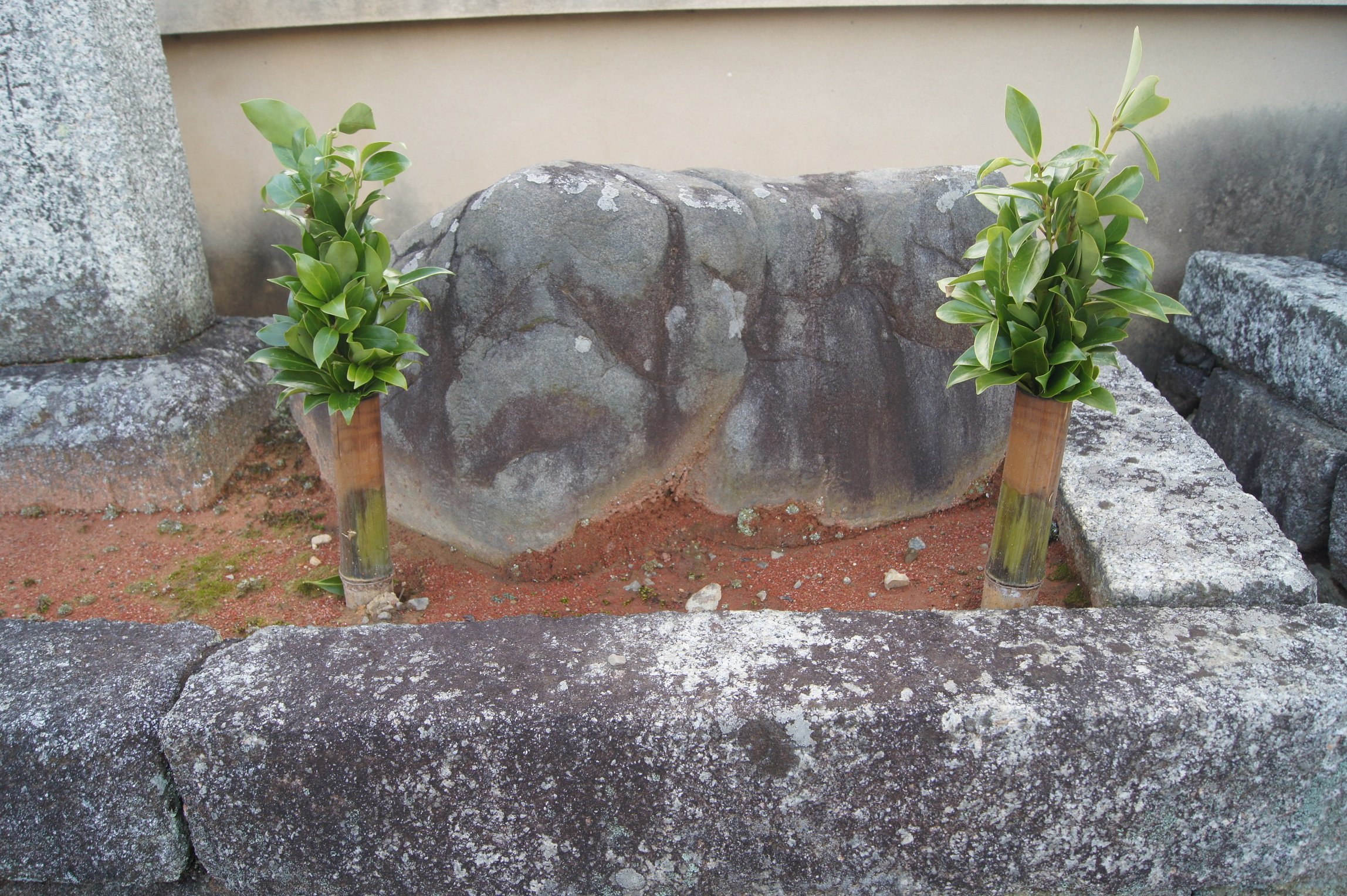
総見院にある興雲院の墓

興雲院（きょううんいん、? - 慶長17年6月25日（1612年7月23日））は、織田信長の側室の一人。
近江国野洲郡北里村の土豪・高畑源十郎の四女。通称はお鍋の方（おなべのかた）。しかしながら、お鍋宛の書状の宛先は「小倉」「小椋」などとなっており、系譜類では「小倉三河守女」との記録も残り、当時の女性は実家の姓を名乗る事から、高畑氏であると言う説には疑問が残る。また、本能寺の変後、お鍋が実家の小倉氏の元に戻っていたとする文献もある。

## 生涯
俗説では、はじめ近江国の八尾山城主である小倉実房（実澄）に嫁いで、この間に二人の男児（小倉甚五郎・小倉松寿）をもうけた。実房が蒲生定秀に攻められ戦死した後は信長の側室となり、織田信高(諸説あり)・織田信吉・於振（水野忠胤・佐治一成室）をもうけている。
天正10年（1582年）に本能寺の変で信長が死去した後は、6月6日に美濃国長良の崇福寺を信長の位牌所と定め､いかなる者の違乱を許さないとお鍋が自筆で､この寺の住職に命じている。信長の位牌を安置し、菩提を弔うという行為を側室のお鍋が行っており、織田家中における地位の高さが推測できる。ただし、崇福寺に残る位牌所設置の書状の署名が「なへ」であるため、興雲院の書状であろうとされているが、「なへ」は当時の一般的な女性名であるため、興雲院ではない可能性もある。なお、次男・松千代は本能寺で信長に殉じた。
こうした経緯を経て羽柴秀吉の庇護下に置かれ、化粧領（化粧料とも）として近江国神埼郡高野村で500石を与えられた。秀吉の正室・おねに仕えて孝蔵主・東殿（大谷吉継の母）と共に側近の筆頭であったという。長男・甚五郎が天正11年（1583年）に加賀松任城主に任じられたという記録もあり、豊臣政権の奥向きにあって重きをなしたことは確かなようである。お鍋が秀吉の側室・松の丸殿の侍女であった可能性も指摘されている。
慶長5年（1600年）、関ヶ原の戦いで子の信吉が西軍について改易されたため連座して500石の化粧領を取り上げられる。そこで困窮したお鍋に豊臣秀頼（実質は淀殿）から50石の知行、北政所からは30石の知行が与えられ、共同でお鍋の晩年を支えた。京都で晩年を過ごしている。慶長17年（1612年）6月25日、死去した。墓所は京都の大徳寺塔頭総見院。文学に造詣が深く公家との交流があったという。

## 登場作品
- 信長 KING OF ZIPANGU（1992年、NHK大河ドラマ） - 演：若村麻由美、役名は「なべ」
- 織田信長（1994年、テレビ東京） - 演：森崎めぐみ、役名は「奈々」
- 秀吉（1996年、NHK大河ドラマ） - 演：櫻井公美、役名は「お鍋」
- 信長の棺（2006年、テレビ朝日） - 演：浅野ゆう子、役名は「興雲院」